# Gradzeichen
Das Gradzeichen (°) wird als Symbol für den ersten Teiler einer Skala verwendet. Nach Bedarf stehen Zeichen für den ersten (Minute, ′), zweiten (Sekunde, ″) und dritten (Tertie, ‴) Teiler dieses Teilers bereit. Im Allgemeinen werden diese Zeichen direkt an den Zahlenwert angeschlossen; folgen jedoch ein oder mehrere Buchstaben, um die verwendete Skala zu kennzeichnen – wie etwa bei Temperaturen der Fall – wird ein (vorzugsweise schmales) Leerzeichen zwischen Zahl und Einheit gesetzt.

## Verwendung
Die Symbole werden heute vor allem für Winkel (78° 56′ 34,12″ in Grad, Minuten und Sekunden[-Bruchteilen]) und die davon abgeleiteten Positionsangaben (51° nördlicher Breite) genutzt. Historisch, und in Resten noch heute, erfolgt eine Verwendung auch mit Längenmaßen, insbesondere in der Faktor-Zwölf-Reihe Rute (°), Fuß (′), Zoll (″) und Linie (‴), in manchen Fällen zusätzlich Punkt (⁗), sowie auch mit Zeiteinheiten in der Faktor-Sechzig-Reihe Stunde (°), Minute (′) und Sekunde (″), früher manchmal zusätzlich Tertie (‴) und Quarte (⁗; sehr selten, erstmals bei Roger Bacon 1267 als Latein Quarta). Im Verlagswesen und in Bibliotheken wird damit seit langem das Buchformat gekennzeichnet, wobei manche Büchereien dazu übergehen, Neueinträge in Zentimetern anzugeben.
Das Gradzeichen ist untrennbarer Bestandteil der Symbole von Temperatureinheiten, wie Grad Celsius (°C) oder Grad Fahrenheit (°F), nicht aber bei der Einheit Kelvin (K). Gleiches gilt für „Grad“-Angaben bei Lebensmitteln, wie Grad Oechsle (°Oe) oder Grad Plato (°P). Zwischen Zahlenwert und Symbol wird in diesen Fällen immer ein (normales oder schmales) Leerzeichen gesetzt. Bei all diesen Skalen gibt es keine weiteren Teiler.
In MS Word wird das Zeichen als Symbol für geschützte Leerzeichen verwendet. (nur sichtbar, wenn ‚Steuerzeichen einblenden‘ aktiviert ist)

## Geschichte
Der erste bekannte schriftliche Beleg für den neuzeitlichen Gebrauch des Gradsymbols in der Mathematik stammt aus dem Jahr 1569, wo die Verwendung klar zeigt, dass das Symbol eine kleine hochgestellte Null darstellt, entsprechend der Strichschreibweise der sexagesimalen Unterteilungen des Grads, wie Minute ′, Sekunde ″ und Tertie ‴, die aus kleinen hochgestellten römischen Zahlen entstanden sind.

## Darstellung in Computersystemen und Ersetzung

### Kodierung
Im internationalen Zeichenkodierungssystem Unicode liegen die Zeichen auf diesen Positionen:
| Zeichen | Unicode | Name                      |
| ------- | ------- | ------------------------- |
| °       | U+00B0  | DEGREE SIGN (Gradzeichen) |
| ′       | U+2032  | PRIME (Minutenzeichen)    |
| ″       | U+2033  | DOUBLE PRIME (Sekunde)    |
| ‴       | U+2034  | TRIPLE PRIME (Tertie)     |
| ⁗       | U+2057  | QUADRUPLE PRIME (Quarte)  |

Keines der Zeichen ist im ASCII-Zeichensatz enthalten, weshalb viele ältere Computersysteme sie nicht darstellen konnten. ISO 6937 und das weit verbreitete ISO 8859-1 (alias Latin-1) und andere Teile der ISO-8859-Familie enthalten das Gradzeichen. Minute und Sekunde werden sowohl in ASCII als auch ISO 8859 durch ' (U+0027) bzw. " (U+0022) approximiert, teilen sich also ihre Darstellung mit dem Apostroph und den meisten Anführungszeichen.
Im Internet-Dokumentenformat HTML können die Zeichen folgendermaßen kodiert werden:
| Zeichen | Hexadezimal | Dezimal | Benannt |
| ------- | ----------- | ------- | ------- |
| °       | &#x00B0;    | &#176;  | &deg;   |
| ′       | &#x2032;    | &#8242; | &prime; |
| ″       | &#x2033;    | &#8243; | &Prime; |
| ‴       | &#x2034;    | &#8244; | —       |
| ⁗       | &#x2057;    | &#8279; | —       |

Für Temperaturangaben in Grad Celsius und Grad Fahrenheit existieren die speziellen Unicode-Zeichen ℃ (U+2103) und ℉ (U+2109), das Unicode-Konsortium rät aber von deren Verwendung ab.

### Tastatur
Auf der deutschen Tastatur liegt das Gradzeichen auf der linken oberen Taste über dem Zirkumflex-Akzent (^) (zusammen mit der Umschalttaste zu betätigen).
Mit der Standard-Tastaturbelegung E1 gemäß der deutschen Norm DIN 2137-1 wird das Unterteilungszeichen ′ für Minute mit Alt Gr+d, und das Zeichen ″ für Sekunde mit Alt Gr+s („S wie Sekunde“) eingegeben.
Mit der Tastaturbelegung T2 gemäß der älteren Normfassung DIN 2137-1:2012-06 wird das Unterteilungszeichen ′ für Minute mit Alt Gr+f, und das Zeichen ″ für Sekunde mit Alt Gr+g eingegeben.
Auf deutschen Tastaturen nach vorigen Fassungen der Norm (bzw. Belegung T1 nach neugefasster Norm) können als Ersatzzeichen ' und " verwendet werden. Diese liegen über dem Rautezeichen (neben der Eingabetaste) bzw. über der Ziffer 2. Beide erfordern zur Eingabe das Gedrückthalten der Umschalttaste.
Auf der Deutschschweizer Tastatur liegt das °-Zeichen als Zweitbelegung auf der Taste mit dem Paragrafzeichen (links der Ziffer 1).
Bei der Neo-Tastaturbelegung liegt das Gradzeichen auf ⇧ Umschalt + 1.
Obwohl das Gradzeichen recht häufig vorkommt, fehlt eine entsprechende Taste sowohl auf der englischen als auch auf der amerikanischen Tastatur, außer in deren weniger verbreiteten internationalen Varianten. Somit muss die Eingabe über eine Zeichentabelle erfolgen oder unter Windows über Alt+0176.
Mit Hilfe der Compose-Taste kann man unter Unix-Systemen, darunter auch Linux, das Gradzeichen erzeugen (Compose-Taste gefolgt von o, o).

### Ersetzung und ähnliche Zeichen
Kann das Zeichen nicht dargestellt werden, weil es in der verwendeten Schriftart oder dem Zeichensatz fehlt, so sollte es durch das passende Wort, im Deutschen also „Grad“, ersetzt werden.
Heute ist eine Ersetzung aus technischen Gründen allerdings kaum noch nötig. Auch wenn die verwendete Tastatur das Zeichen nicht aufweist, kann es praktisch immer über eine entsprechende Funktion der Sprache, des Betriebssystems oder des Texteditors eingefügt werden.
Die OMS-Codierung, die bei TeX für mathematische Zeichen verwendet wird, kennt nur den Kreisoperator {\displaystyle \circ }. Das Gradzeichen {\displaystyle ^{\circ }} wird durch Hochstellen erzeugt (^\circ).
Ähnlich aussehende Schriftzeichen sind:
- º (U+00BA masculine ordinal indicator, maskulines Ordinalzeichen Ordinal-o, in einigen Schriftarten unterstrichen)
- ˚ (U+02DA ring above, freistehender Ringakzent)
- ᵒ (U+1D52 modifier letter small o, hochgestellter Kleinbuchstabe o)
- ᴼ (U+1D3C modifier letter capital o, hochgestellter Großbuchstabe O)
- ⁰ (U+2070 superscript zero, hochgestellte Null)